# رافاييل كاستيلو فالديز
رافاييل كاستيلو فالديز (بالإسبانية: Rafael Castillo Valdez)‏ هو دبلوماسي وسياسي غواتيمالي، ولد في 15 يناير 1928، وتوفي في 17 مارس 2015. انتخب عضو في الكونغرس الغواتيمالي.